# We Are the World 25 for Haiti
"We Are the World 25 for Haiti" é um single de caridade gravado pelo supergrupo Artists for Haiti em 2010. O projeto é uma nova versão da canção "We Are the World", gravada em 1985 pelo USA for Africa liderado pelos cantores Michael Jackson e Lionel Richie. Originalmente, Richie e Quincy Jones - produtor da gravação original - pensaram em lançar uma versão editada da canção sob o título "Live 25", em comemoração aos 25 anos de lançamento do sucesso. No entanto, após o Terremoto no Haiti de 2010, que devastou o país e deixou milhares de mortos, ambos concordaram em regravar a canção com novos artistas com o objetivo de ajudar a população do país.
A canção foi gravada em uma sessão de mais de 14 horas por mais de 80 artistas em 1 de fevereiro de 2010. A produção ficou a cargo de Quincy Jones e a produção executiva com Lionel Richie e Wyclef Jean. O vídeoclipe, dirigido por Paul Haggis, foi lançado pouco após para promover o single. Uma versão em espanhol também foi gravada por um grupo de cantores latinos e lançada como "Somos El Mundo 25 Por Haiti".
Musicalmente, "We Are the World 25 for Haiti" é semelhante à "We are the World" de 1985, com exceção de um verso de rap performado pelos artistas do gênero na nova gravação. Michael Jackson morreu meses antes da produção, porém, sua voz foi reaproveitada da gravação original, assim como sua aparição no vídeo musical, atendendo pedido de sua mãe - Katherine. Além disso, sua irmã, Janet realiza um dueto virtual com ele na canção e seus sobrinhos - coletivamente conhecidos como 3T - colaboram no refrão principal.
O lançamento da música aconteceu no dia 12 de Fevereiro de 2010, na abertura dos Jogos Olímpicos de Inverno de 2010, em Vancouver no Canadá. A canção recebeu críticas negativas por especialistas contemporâneos, especialmente por conta das inovações musicais, assim como pela seleção das vozes. Contudo, "We Are the World 25 for Haiti" foi um sucesso comercial em vários países, atingindo posições entre as vinte melhores em diversas tabelas musicais.

## Antecedentes

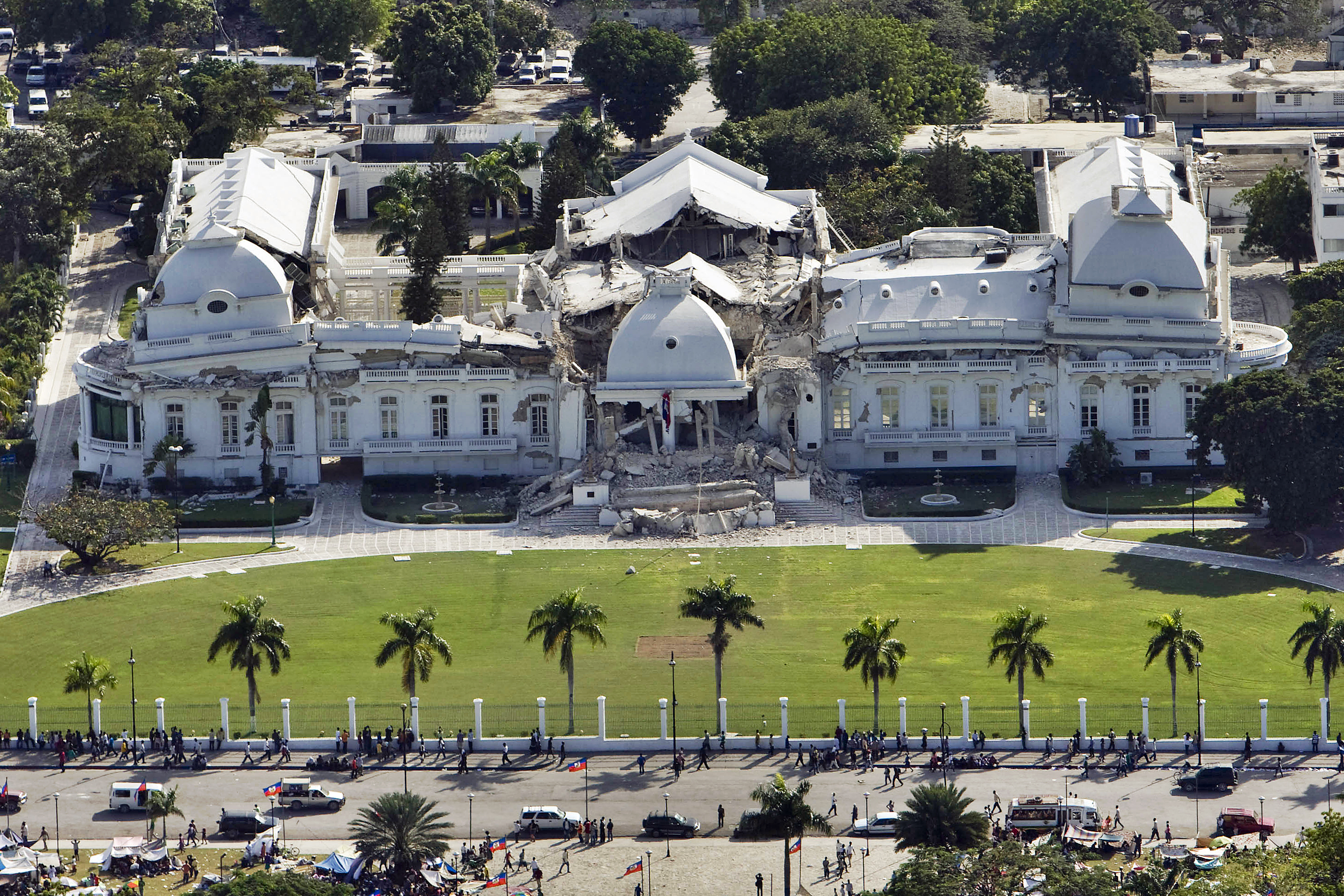
O Palácio Nacional do Haiti após o terremoto de 2010.

Em 1985, foi lançada "We Are the World", uma canção e single de caridade gravada pelo grupo USA for Africa, composto por diversos cantores em evidência à época. A canção foi composta por Michael Jackson e Lionel Richie e produzida por Quincy Jones e Michael Omartian para o álbum homônimo. A canção foi bem recebida pela crítica especializada e indicada a diversos prêmios musicais, além disso foi também um sucesso comercial mundial, liderando paradas musicais ao redor de todo o globo. "We Are the World" foi o mais bem-sucedido single de música pop de todos os tempos, sendo ultrapassado somente por "Candle in the Wind", de Elton John, em 1997.
Em 12 de janeiro de 2010, o Haiti foi atingido por um sismo de magnitude 7.0, sendo a maior catástrofe natural do país caribenho em mais de 200 anos. O epicentro do sismo foi justamente nos arredores da capital, Porto Príncipe. Segundo as estimativas oficiais, cerca de 200 mil pessoas morreram por consequência direta do sismo. Antes do ocorrido, Jones e Richie já planejavam regravar o sucesso "We Are the World" em comemoração a seu 25º aniversário de lançamento. Rady Phillips, uma das figuras centrais na divulgação da segunda versão, afirmou que uma ideia de editar a versão original e lançá-la partiu do produtor Ken Kragen. Entretanto, Lionel Richie e Jones não aceitaram bem a ideia.
Contudo, por conta da devastação do país, os planos foram modificados. Segundo Phillips, Jones teria afirmado: "é para isto que esta canção foi feita, como um veículo de causas de caridade para tragédias, catástrofes como estas. Por que não assumimos o processo, chamamos nossos amigos e fazemos de verdade?" Lionel entendeu a urgência de uma ação público com relação ao Haiti e, em janeiro de 2010, concordou em regravar inteiramente a canção angariando fundos para as vítimas do terremoto. O cantor comentou: "Infelizmente, algumas vezes custa uma gravação de sucesso que leva uma pessoa a salvar uma vida. Eu quero que esta canção seja o cântico de guerra novamente. De tempos em tempos, você precisa despertar o mundo. Nós dormimos muito durante o Katrina. Se não fôssemos uma cultura prevenida, iríamos cair".

## Artistas para Haiti
Condutores
Michael Jackson
- Quincy Jones
- Lionel Richie

| Solistas (por ordem de aparição) - Justin Bieber - Nicole Scherzinger - Jennifer Hudson - Jennifer Nettles - Josh Groban - Tony Bennett - Mary J. Blige - Michael Jackson - Barbra Streisand - Miley Cyrus - Enrique Iglesias - Jamie Foxx - Wyclef Jean - Adam Levine - Pink - BeBe Winans - Usher - Adam Levine - Barbra Streisand - BeBe Winans - Enrique Iglesias - Jamie Foxx - Janet Jackson - Jennifer Hudson - Jennifer Nettles - Josh Groban - Justin Bieber - Mary J. Blige - Miley Cyrus - Nicole Scherzinger - Pink - Tony Bennett - Usher - Wyclef Jean - Celine Dion - Fergie - Nick Jonas - Toni Braxton - Mary Mary - Isaac Slade - Toni Braxton - Lil Wayne - Carlos Santana (na guitarra) - Orianthi (na guitarra) - Akon - T-Pain - LL Cool J (Rap) - Will.i.am (Rap) - Snoop Dogg (Rap) - Busta Rhymes (Rap) - Swizz Beatz (Rap) - Iyaz (Rap) - Swizz Beatz (Rap) - Kanye West | Refrão - Anthony Hamilton - Billy Ray Cyrus - Bizzy Bone - Brandy - Ethan Bortnick - Faith Evans - Fonzworth Bentley - Harry Connick Jr. - Il Volo - India.Arie - Jeff Bridges - Julianne Hough - Keith Harris - Keri Hilson - Kevin Jonas - Kid Cudi - Kristian Bush - Melanie Fiona - Natalie Cole - Nick Jonas - Nikka Costa - Nipsey Hussle - Patti Austin - Philip Bailey - Randy Jackson - Rick Hendrix - Sean Garrett - Taj Jackson - Taryll Jackson - TJ Jackson - Tyrese Gibson - Zac Brown | Refrão - A. R. Rahman - Al Jardine - Ann Wilson - Benji Madden - Brian Wilson - Drake Bell - Freda Payne - Geri Halliwell - Gladys Knight - Harlow Madden - Jason Mraz - Jimmy Jean-Louis - Joe Jonas - Joel Madden - Jordin Sparks - Katharine McPhee - Kevin Jonas - Mitchel Musso - Musiq Soulchild - Mýa - Nancy Wilson - Nicki Minaj - Nicole Richie - Plain Pat - Ralph Johnson - Raphael Saadiq - Rashida Jones - RedOne - Rob Thomas - Robin Thicke - Trey Songz - Verdine White - Vince Vaughn - Zac Efron |

## Desempenho

### Posição
| Tabelas musicais (2010)                    | Melhor posição |
| ------------------------------------------ | -------------- |
| Austrália - Australian Singles Chart       | 18             |
| Bélgica - Belgian Singles Chart (Wallonia) | 1              |
| Canadá - Canadian Hot 100                  | 7              |
| Dinamarca - Danish Singles Chart           | 10             |
| França - French Digital Singles Chart      | 7              |
| Irlanda - Irish Singles Chart              | 9              |
| Itália - Italian Singles Chart             | 10             |
| Nova Zelândia - New Zealand Singles Chart  | 8              |
| Noruega - Norwegian Singles Chart          | 1              |
| Espanha - Spanish Singles Chart            | 15             |
| Suécia - Swedish Singles Chart             | 5              |
| Reino Unido - UK Singles Chart             | 50             |
| Estados Unidos - Billboard Hot 100         | 2              |